# 王邑
王 邑（おう ゆう、? - 23年）は、中国の前漢末期から新代にかけての政治家・武将。字は公子。冀州魏郡元城県委粟里の出身。父は王莽の叔父の成都侯王商。兄は王況。弟は王奇。子は王睦。王邑の側室は竇融の妹である。王莽の従弟にあたる。

## 事跡
王舜とともに、王莽の親族にして腹心とされた人物。新においては、その創始から滅亡に至るまで三公の地位にあった重鎮である。

### 前漢での事跡
| 姓名           | 王邑 |
| 時代           | 前漢 - 新 |
| 生没年         | ? - 23年（地皇4年） |
| 字・別号       | 公子 |
| 本貫・出身地等 | 冀州魏郡元城県委粟里 |
| 職官           | 侍中〔前漢〕→西河属国都尉〔前漢〕 →光禄勲〔前漢〕→虎牙将軍〔前漢〕 →歩兵将軍〔前漢〕 →大司空〔新〕（後に三公職務兼任） →大司馬〔新〕 |
| 爵位・号等     | 成都侯〔前漢〕→隆新公〔新〕 |
| 陣営・所属等   | 哀帝→平帝→孺子嬰→王莽 |
| 家族・一族     | 父：王商 兄：王況 弟：王奇 子:王睦 一族：王莽〔従兄〕 王舜〔又従兄弟〕 王渉〔従兄弟〕                                                |

王邑は、兄の王況が罪があって成都侯を剥奪された後、成都侯を受け継いだ。哀帝の時代に侍中を務めていた。元寿元年（紀元前2年）、野に下っていた王莽が哀帝により長安に呼び戻された際に、王邑は太皇太后王政君の意思と偽り、王莽を特進としてこれに宮廷での官職を授けるよう進言した。しかしまもなく、哀帝が王政君にこのことを請うたため、この偽りは発覚してしまう。王政君が哀帝に謝罪し、また、哀帝も王邑が王政君の縁故であることを慮ったため、王邑の罪は減免され、西河属国都尉への降格と封戸千戸の削減に留められた。
居摂2年（7年）9月、東郡太守翟義が王莽打倒に蜂起すると、光禄勲・成都侯となっていた王邑は、王莽から虎牙将軍に任命され、奮武将軍孫建ら他の6人の将軍と共に翟義討伐に向かった。同年12月、孫建・王邑らは、圉で翟義軍を殲滅し、居摂3年（8年）春に王邑らの軍は長安へ引き返し、翟義に呼応して槐里で蜂起した趙明、霍鴻を鎮圧した。その後、時期は不明だが、王邑は歩兵将軍に移っている。

### 大司空に就任
始建国元年（9年）1月、王莽が新の皇帝として即位すると、哀章が献上した銅匱に、王邑も名前が記されていたため、大司空に任命され、隆新公に封じられた。
天鳳元年（14年）、王莽の命で王邑は太傅平晏と共に洛陽に派遣され、王莽のために宗廟・社稷・郊兆の建設予定地を選定した。天鳳3年（16年）2月、大地震と大雪が発生したため、王邑は骸骨を乞うたが、王莽は辞職を認めなかった。地皇元年（20年）7月、王莽が長安の南に祖廟を建築しようとすると、王邑は大司徒王尋と共に符節を与えられ、建築工事を指揮監督している。地皇3年（22年）冬、王莽の命令により、大司徒王尋は10数万の軍勢を率いて洛陽に駐屯し、大司馬董忠は軍の訓練に従事することになったため、王邑が三公全ての職を兼務している。

### 昆陽の大敗
地皇4年（23年）3月、漢軍の劉秀・王常らが潁川郡に進攻し、昆陽・郾・定陵の各県を攻略すると、王邑は王莽の命により洛陽に派遣され、先行して派遣されていた王尋と合流した。
王邑と王尋は各郡の部隊から100万の兵力を動員しようとし、これを「虎牙五威兵」と称した。実際に招集できた軍勢は42万だったものの、十分な大軍を組織している。また、遠征軍に関する封爵授与や軍政の決定権を掌握した王邑は、63流派の兵法家を軍官として招聘し、多数の猛獣と宝物を携帯して、その威風を示した。
同年5月、王邑と王尋は洛陽から潁川に到着した。この時、宛（南陽郡。荊州の中心地）は劉縯（劉秀の兄）の軍に包囲されていたが、王邑・王尋は先に昆陽の漢軍を制圧しようと目論んだ。王邑・王尋の軍に合流した納言将軍荘尤（厳尤）は、劉縯の討伐こそが重要であるため、直ちに宛へ向かうべきであると進言したが、王邑・王尋は聞き入れず、昆陽を包囲した。王邑・王尋は、昆陽城を守備していた王鳳の降伏を赦さず、荘尤の諫言を無視して包囲を強めたため、窮鼠の王鳳らは必死で抵抗する。
昆陽攻略に梃子摺っている間に、宛は劉縯により陥落し、さらに6月、昆陽城内から脱出した劉秀が数千の援軍を引き連れて昆陽へ戻ってきた。王邑・王尋はこれを甘く見て、自ら1万人余りの軍を率いると、味方の軍勢に軽挙妄動を禁じた上で単独で劉秀軍に挑みかかる。しかし劉秀の果敢な戦いぶりの前に、王邑・王尋の軍は撃破され、王尋は戦死した。そこへ城内の漢軍も劉秀軍に呼応して出撃したため、挟撃された新軍は大混乱に陥り、王邑は指揮を放棄して逃走した。また、折からの強風豪雨に巻き込まれて、新軍は完全に崩壊・散乱し、王邑はわずか数千の兵で洛陽へたどり着いている（昆陽の戦い）。

### 壮絶な最期
王邑はその後長安へ引き返した。この時、楽経祭酒の崔発は、王邑は小心者であるから自害しないよう慰める必要があると王莽に進言し、崔発が使者となってその役を担う。まもなく、王邑は大司馬に転任し、崔発が後任の大司空に任命された。
同年10月、更始帝（劉玄）配下の軍勢が武関を突破して長安へ攻め込んでくると、王邑は自ら軍を率い、昼夜を問わず督戦して迎撃した。この時、王邑の子王睦が密かに脱出しようと図ったが、王邑はこれを叱責して連れ戻した上で、共に王莽を護衛している。しかし王邑親子は、激しい白兵戦の末に、遂に力尽きて戦死した。

## 登場作品
小説
- 称好軒梅庵『光武大帝伝』2020年、日本のライトノベル、宙出版